# Largeur à mi-hauteur

Largeur à mi-hauteur (FWHM).

Cas d'un pic dissymétrique avec une ligne de fond inclinée.

Une largeur à mi-hauteur (LMH, sigle rarement utilisé, ou, en anglais full width at half maximum, FWHM), formule rapide pour largeur à mi-hauteur du maximum du pic, est une expression de l'amplitude d'une fonction. Elle est définie par le Federal Standard 1037C comme la « différence entre les deux valeurs extrêmes de la variable indépendante pour lesquelles la variable dépendante est égale à la moitié de sa valeur maximale ». 
La norme stipule en outre que lorsque la variable indépendante est le temps, il est préférable de parler de durée à mi-hauteur (en anglais full duration at half maximum, FDHM).

## Applications
La largeur à mi-hauteur est une estimation de la largeur d'une distribution ou d'un pic d'intensité d'un phénomène.
Elle est utilisée pour l'étude de phénomènes tels que la durée des pulsations cardiaques, les largeurs spectrales des sources utilisées pour les communications optiques ou la résolution des spectromètres.

### Cas d'une distribution normale (fonction gaussienne)

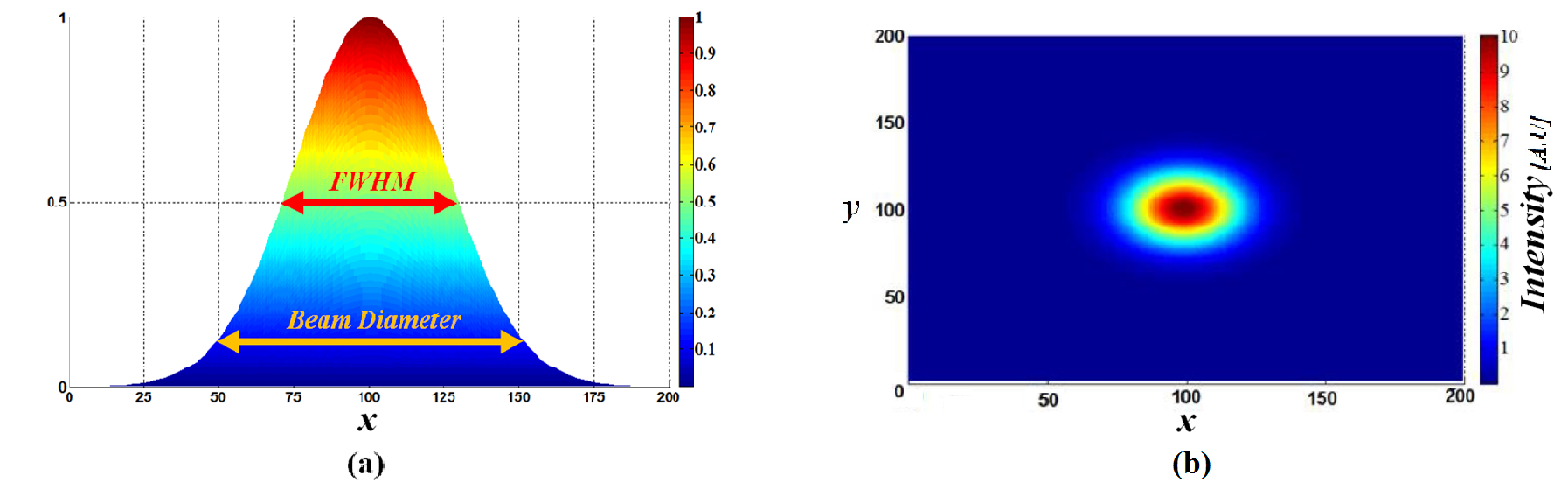
Exemple d'un faisceau laser

Lorsque la fonction considérée est la distribution normale de la forme :
{\displaystyle f(x)={\frac {1}{\sigma {\sqrt {2\pi }}}}\exp \left[-{\frac {(x-x_{0})^{2}}{2\sigma ^{2}}}\right]}
où {\displaystyle \sigma } est l'écart type et {\displaystyle x_{0}} une valeur quelconque (la largeur de la fonction est invariante par translation).
Relation entre largeur à mi-hauteur et écart-type
{\displaystyle \mathrm {LMH} =2{\sqrt {2\ln(2)}}\;\sigma \approx 2,355\;\sigma }
Ou encore, dans le cadre de l'étude des faisceaux gaussiens, avec {\displaystyle w}, la demi-largeur à {\displaystyle 1/e^{2}} (beam radius) :
{\displaystyle w={\frac {\mathrm {LMH} }{\sqrt {2\ln(2)}}}\approx 0,8493218\;\mathrm {LMH} }

### Cas d'une fonction sécante hyperbolique
Une autre fonction importante, liée aux solitons en optique, est la sécante hyperbolique : 
{\displaystyle f(x)=\operatorname {sech} \left({\frac {x}{\mathrm {X} }}\right)}
La translation n'affectant pas la largeur à mi-hauteur, elle n'est pas prise en compte. Pour cette impulsion, nous avons :
{\displaystyle \mathrm {LMH} =2\;\operatorname {arsech} \left({\frac {1}{2}}\right)\mathrm {X} =2\ln(2+{\sqrt {3}})\;\mathrm {X} \approx 2,634\;\mathrm {X} }
où arsech est l'argument sécante hyperbolique.